# Halurgite
La halurgite è un minerale.